# Canadees Open
Het Canadees Open - officieel het Canadian Open - is een golftoernooi in Canada en maakt deel uit van de Amerikaanse PGA Tour. Het toernooi werd opgericht in 1904 door de Royal Canadian Golf Association.
Het toernooi bestaat sinds 1904 en is daarmee het op twee na oudste toernooi van de Amerikaanse Tour, na de US Open en Brits Open. Het toernooi is sinds 1904 ieder jaar verspeeld, behalve 1915-1918 en 1943-1944. De eerste drie edities bestaan uit 36 holes, daarna wordt het een vierdaags evenement. Het wordt niet op een vaste baan gespeeld.

## Winnaars

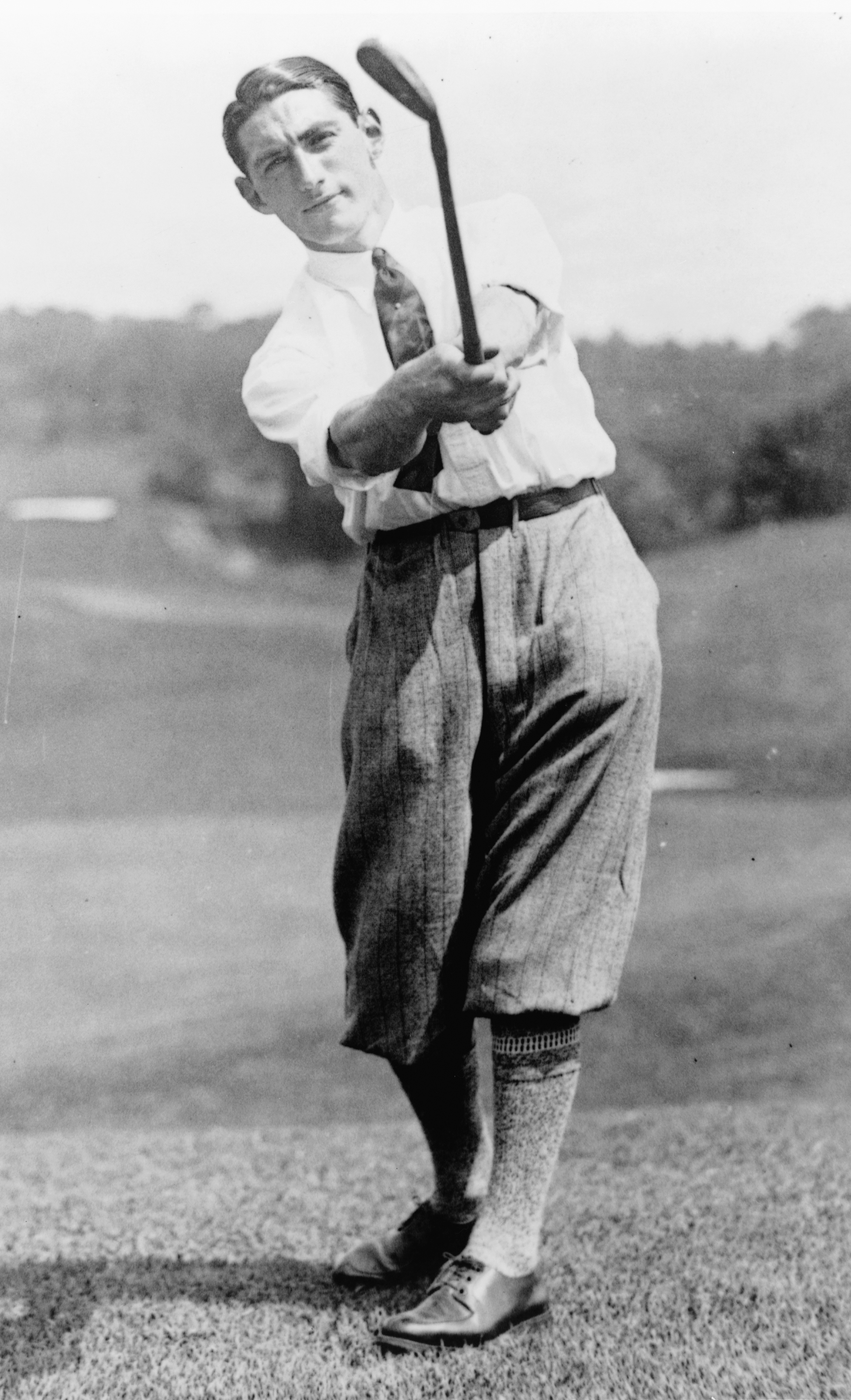
Drievoudig winnaar Tommy Armour (1927, 1930 & 1934)

| Jaar | Baan                                      | Stad                                      | Winnaar                                   | Score                                     | Score                                     | Info                                      |
| ---- | ----------------------------------------- | ----------------------------------------- | ----------------------------------------- | ----------------------------------------- | ----------------------------------------- | ----------------------------------------- |
| 1904 | Royal Montreal Golf Club                  | L'Île-Bizard                              | John H. Oke                               | 156                                       | +16                                       | 36-holes                                  |
| 1905 | Toronto Golf Club                         | Mississauga                               | George Cumming                            | 148                                       | +8                                        | 36-holes                                  |
| 1906 | Royal Ottawa Golf Club                    | Aylmer                                    | Charles Murray                            | 170                                       | +26                                       | 36-holes                                  |
| 1907 | Lambton Golf & Country Club               | Toronto                                   | Percy Barrett                             | 306                                       | +22                                       |                                           |
| 1908 | Royal Montreal Golf Club                  | L'Île-Bizard                              | Albert Murray                             | 300                                       | +20                                       |                                           |
| 1909 | Toronto Golf Club                         | Mississauga                               | Karl Keffer                               | 309                                       | +21                                       |                                           |
| 1910 | Lambton Golf & Country Club               | Toronto                                   | Daniel Kenny                              | 303                                       | +19                                       |                                           |
| 1911 | Royal Ottawa Golf Club                    | Aylmer                                    | Charles Murray                            | 314                                       | +26                                       |                                           |
| 1912 | Rosedale Golf Club                        | Toronto                                   | George Sargent                            | 299                                       | +19                                       |                                           |
| 1913 | Royal Montreal Golf Club                  | L'Île-Bizard                              | Albert Murray                             | 295                                       | +15                                       |                                           |
| 1914 | Toronto Golf Club                         | Mississauga                               | Karl Keffer                               | 300                                       | +12                                       |                                           |
| 1915 | Geannuleerd wegens de Eerste Wereldoorlog | Geannuleerd wegens de Eerste Wereldoorlog | Geannuleerd wegens de Eerste Wereldoorlog | Geannuleerd wegens de Eerste Wereldoorlog | Geannuleerd wegens de Eerste Wereldoorlog | Geannuleerd wegens de Eerste Wereldoorlog |
| 1916 | Geannuleerd wegens de Eerste Wereldoorlog | Geannuleerd wegens de Eerste Wereldoorlog | Geannuleerd wegens de Eerste Wereldoorlog | Geannuleerd wegens de Eerste Wereldoorlog | Geannuleerd wegens de Eerste Wereldoorlog | Geannuleerd wegens de Eerste Wereldoorlog |
| 1917 | Geannuleerd wegens de Eerste Wereldoorlog | Geannuleerd wegens de Eerste Wereldoorlog | Geannuleerd wegens de Eerste Wereldoorlog | Geannuleerd wegens de Eerste Wereldoorlog | Geannuleerd wegens de Eerste Wereldoorlog | Geannuleerd wegens de Eerste Wereldoorlog |
| 1918 | Geannuleerd wegens de Eerste Wereldoorlog | Geannuleerd wegens de Eerste Wereldoorlog | Geannuleerd wegens de Eerste Wereldoorlog | Geannuleerd wegens de Eerste Wereldoorlog | Geannuleerd wegens de Eerste Wereldoorlog | Geannuleerd wegens de Eerste Wereldoorlog |
| 1919 | Hamilton Golf & Country Club              | Ancaster                                  | James Douglas Edgar                       | 278                                       | –2                                        |                                           |
| 1920 | Rivermead Golf Club                       | Aylmer                                    | James Douglas Edgar po                    | 298                                       | +10                                       |                                           |
| 1921 | Toronto Golf Club                         | Mississauga                               | William Trovinger                         | 293                                       | +5                                        |                                           |
| 1922 | Mount Bruno Country Club                  | Saint-Bruno                               | Al Watrous                                | 303                                       | +19                                       |                                           |
| 1923 | Lakeview House Golf Course                | Toronto                                   | Clarence Hackney                          | 295                                       | +7                                        |                                           |
| 1924 | Mount Bruno Country Club                  | Saint-Bruno                               | Leo Diegel                                | 285                                       | +1                                        |                                           |
| 1925 | Lambton Golf & Country Club               | Toronto                                   | Leo Diegel                                | 295                                       | +11                                       |                                           |
| 1926 | Royal Montreal Golf Club                  | L'Île-Bizard                              | Macdonald Smith                           | 283                                       | +3                                        |                                           |
| 1927 | Toronto Golf Club                         | Mississauga                               | Tommy Armour                              | 288                                       | par                                       |                                           |
| 1928 | Rosedale Golf Club                        | Toronto                                   | Leo Diegel                                | 282                                       | –2                                        |                                           |
| 1929 | Kanawaki Golf Club                        | Kahnawake                                 | Leo Diegel                                | 274                                       | –6                                        |                                           |
| 1930 | Hamilton Golf & Country Club              | Ancaster                                  | Tommy Armour po                           | 273                                       | –7                                        |                                           |
| 1931 | Mississaugua Golf & Country Club          | Mississauga                               | Walter Hagen po                           | 292                                       | +4                                        |                                           |
| 1932 | Ottawa Hunt & Golf Club                   | Ottawa                                    | Harry Cooper                              | 290                                       | +2                                        |                                           |
| 1933 | St. Georges Golf & Country Club           | Toronto                                   | Joe Kirkwood Sr.                          | 282                                       | –2                                        |                                           |
| 1934 | Lakeview House Golf Course                | Toronto                                   | Tommy Armour                              | 287                                       | –1                                        |                                           |
| 1935 | Summerlea Golf Club                       | Montréal                                  | Gene Kunes                                | 280                                       | –8                                        |                                           |
| 1936 | St. Andrews Golf Club                     | Toronto                                   | Lawson Little                             | 271                                       | –17                                       |                                           |
| 1937 | St. Andrews Golf Club                     | Toronto                                   | Harry Cooper                              | 285                                       | –3                                        |                                           |
| 1938 | Mississaugua Golf & Country Club          | Mississauga                               | Sam Snead po                              | 277                                       | –3                                        |                                           |
| 1939 | The Riverside Country Club                | Saint John                                | Harold "Jug" McSpaden                     | 282                                       | –6                                        |                                           |
| 1940 | Scarboro Golf & Country Club              | Scarborough                               | Sam Snead po                              | 281                                       | –3                                        |                                           |
| 1941 | Lambton Golf & Country Club               | Toronto                                   | Sam Snead                                 | 274                                       | –10                                       |                                           |
| 1942 | Mississaugua Golf & Country Club          | Mississauga                               | Craig Wood                                | 275                                       | –5                                        |                                           |
| 1943 | Geannuleerd wegens de Tweede Wereldoorlog | Geannuleerd wegens de Tweede Wereldoorlog | Geannuleerd wegens de Tweede Wereldoorlog | Geannuleerd wegens de Tweede Wereldoorlog | Geannuleerd wegens de Tweede Wereldoorlog | Geannuleerd wegens de Tweede Wereldoorlog |
| 1944 | Geannuleerd wegens de Tweede Wereldoorlog | Geannuleerd wegens de Tweede Wereldoorlog | Geannuleerd wegens de Tweede Wereldoorlog | Geannuleerd wegens de Tweede Wereldoorlog | Geannuleerd wegens de Tweede Wereldoorlog | Geannuleerd wegens de Tweede Wereldoorlog |
| 1945 | Thornhill Golf & Country Club             | Thornhill                                 | Byron Nelson                              | 280                                       | –8                                        |                                           |
| 1946 | Beaconsfield Golf Club                    | Montréal                                  | George Fazio po                           | 278                                       | –6                                        |                                           |
| 1947 | Scarboro Golf & Country Club              | Scarborough                               | Bobby Locke                               | 268                                       | –16                                       |                                           |
| 1948 | Shaughnessy Golf & Country Club           | Vancouver                                 | Charles Congdon                           | 280                                       | –4                                        |                                           |
| 1949 | St. Georges Golf & Country Club           | Toronto                                   | E.J. "Dutch" Harrison                     | 271                                       | –13                                       |                                           |
| 1950 | Royal Montreal Golf Club                  | L'Île-Bizard                              | Jim Ferrier                               | 271                                       | –9                                        |                                           |
| 1951 | Mississaugua Golf & Country Club          | Mississauga                               | Jim Ferrier                               | 273                                       | –7                                        |                                           |
| 1952 | St. Charles Country Club                  | Winnipeg                                  | Johnny Palmer                             | 263                                       | –21                                       |                                           |
| 1953 | Scarboro Golf & Country Club              | Scarborough                               | Dave Douglas                              | 273                                       | –11                                       |                                           |
| 1954 | Point Grey Golf & Country Club            | Vancouver                                 | Pat Fletcher                              | 280                                       | –8                                        |                                           |
| 1955 | Weston Golf & Country Club                | Toronto                                   | Arnold Palmer                             | 265                                       | –23                                       |                                           |
| 1956 | Beaconsfield Golf Club                    | Montréal                                  | Doug Sanders                              | 273                                       | –11                                       | Won het toernooi als een amateur          |
| 1957 | Westmount Golf & Country Club             | Kitchener                                 | George Bayer                              | 271                                       | –13                                       |                                           |
| 1958 | Royal Mayfair Golf Club                   | Edmonton                                  | Wes Ellis                                 | 267                                       | –13                                       |                                           |
| 1959 | Islesmere Golf Club                       | Montréal                                  | Doug Ford                                 | 276                                       | –12                                       |                                           |
| 1960 | St. Georges Golf & Country Club           | Toronto                                   | Art Wall jr.                              | 269                                       | –15                                       |                                           |
| 1961 | Niakwa Country Club                       | Winnipeg                                  | Jacky Cupit                               | 270                                       | –10                                       |                                           |
| 1962 | Le Club Laval-Sur-Le-Lac                  | Laval                                     | Ted Kroll                                 | 278                                       | –10                                       |                                           |
| 1963 | Scarboro Golf & Country Club              | Scarborough                               | Doug Ford                                 | 280                                       | –4                                        |                                           |
| 1964 | Pinegrove Country Club                    | Saint-Jean-sur-Richelieu                  | Kel Nagle                                 | 277                                       | –11                                       |                                           |
| 1965 | Mississaugua Golf & Country Club          | Mississauga                               | Gene Littler                              | 273                                       | –7                                        |                                           |
| 1966 | Shaughnessy Golf & Country Club           | Vancouver                                 | Don Massengale                            | 280                                       | –4                                        |                                           |
| 1967 | Royal Montreal Golf Club                  | L'Île-Bizard                              | Billy Casper po                           | 279                                       | –5                                        |                                           |
| 1968 | St. Georges Golf & Country Club           | Toronto                                   | Bob Charles                               | 274                                       | –10                                       |                                           |
| 1969 | Pinegrove Country Club                    | Saint-Jean-sur-Richelieu                  | Tommy Aaron po                            | 275                                       | –13                                       |                                           |
| 1970 | London Hunt & Country Club                | London                                    | Kermit Zarley                             | 279                                       | –9                                        |                                           |
| 1971 | Richelieu Valley Golf Club                | Sainte-Julie                              | Lee Trevino                               | 275                                       | –9                                        | Triple Crown Golf-winnaar                 |
| 1972 | Cherry Hill Club                          | Ridgeway                                  | Gay Brewer                                | 275                                       | –9                                        |                                           |
| 1973 | Richelieu Valley Golf Club                | Sainte-Julie                              | Tom Weiskopf                              | 278                                       | –6                                        |                                           |
| 1974 | Mississaugua Golf & Country Club          | Mississauga                               | Bobby Nichols                             | 270                                       | –10                                       |                                           |
| 1975 | Royal Montreal Golf Club                  | L'Île-Bizard                              | Tom Weiskopf po                           | 274                                       | –6                                        |                                           |
| 1976 | Essex Golf & Country Club                 | Windsor                                   | Jerry Pate                                | 267                                       | –13                                       |                                           |
| 1977 | Glen Abbey Golf Club                      | Oakville                                  | Lee Trevino                               | 280                                       | –8                                        |                                           |
| 1978 | Glen Abbey Golf Club                      | Oakville                                  | Bruce Lietzke                             | 283                                       | –1                                        |                                           |
| 1979 | Glen Abbey Golf Club                      | Oakville                                  | Lee Trevino                               | 281                                       | –7                                        |                                           |
| 1980 | Royal Montreal Golf Club                  | L'Île-Bizard                              | Bob Gilder                                | 274                                       | –6                                        |                                           |
| 1981 | Glen Abbey Golf Club                      | Oakville                                  | Peter Oosterhuis                          | 280                                       | –4                                        |                                           |
| 1982 | Glen Abbey Golf Club                      | Oakville                                  | Bruce Lietzke                             | 277                                       | –11                                       |                                           |
| 1983 | Glen Abbey Golf Club                      | Oakville                                  | John Cook po                              | 277                                       | –11                                       |                                           |
| 1984 | Glen Abbey Golf Club                      | Oakville                                  | Greg Norman                               | 278                                       | –10                                       |                                           |
| 1985 | Glen Abbey Golf Club                      | Oakville                                  | Curtis Strange                            | 279                                       | –9                                        |                                           |
| 1986 | Glen Abbey Golf Club                      | Oakville                                  | Bob Murphy                                | 280                                       | –8                                        |                                           |
| 1987 | Glen Abbey Golf Club                      | Oakville                                  | Curtis Strange                            | 276                                       | –12                                       |                                           |
| 1988 | Glen Abbey Golf Club                      | Oakville                                  | Ken Green                                 | 275                                       | –13                                       |                                           |
| 1989 | Glen Abbey Golf Club                      | Oakville                                  | Steve Jones                               | 271                                       | –17                                       |                                           |
| 1990 | Glen Abbey Golf Club                      | Oakville                                  | Wayne Levi                                | 278                                       | –10                                       |                                           |
| 1991 | Glen Abbey Golf Club                      | Oakville                                  | Nick Price                                | 273                                       | –15                                       |                                           |
| 1992 | Glen Abbey Golf Club                      | Oakville                                  | Greg Norman po                            | 280                                       | –8                                        |                                           |
| 1993 | Glen Abbey Golf Club                      | Oakville                                  | David Frost                               | 279                                       | –9                                        |                                           |
| 1994 | Glen Abbey Golf Club                      | Oakville                                  | Nick Price                                | 275                                       | –13                                       |                                           |
| 1995 | Glen Abbey Golf Club                      | Oakville                                  | Mark O'Meara po                           | 274                                       | –14                                       |                                           |
| 1996 | Glen Abbey Golf Club                      | Oakville                                  | Dudley Hart                               | 202                                       | –14                                       | Afgewerkt in 3 ronden                     |
| 1997 | Royal Montreal Golf Club                  | L'Île-Bizard                              | Steve Jones                               | 275                                       | –5                                        |                                           |
| 1998 | Glen Abbey Golf Club                      | Oakville                                  | Billy Andrade po                          | 275                                       | –13                                       |                                           |
| 1999 | Glen Abbey Golf Club                      | Oakville                                  | Hal Sutton                                | 275                                       | –13                                       |                                           |
| 2000 | Glen Abbey Golf Club                      | Oakville                                  | Tiger Woods                               | 266                                       | –22                                       | Triple Crown Golf-winnaar                 |
| 2001 | Royal Montreal Golf Club                  | L'Île-Bizard                              | Scott Verplank                            | 266                                       | –14                                       |                                           |
| 2002 | Angus Glen Golf Club - South Course       | Markham                                   | John Rollins po                           | 272                                       | –16                                       |                                           |
| 2003 | Hamilton Golf & Country Club              | Ancaster                                  | Bob Tway po                               | 272                                       | –8                                        |                                           |
| 2004 | Glen Abbey Golf Club                      | Oakville                                  | Vijay Singh po                            | 275                                       | –9                                        |                                           |
| 2005 | Shaughnessy Golf & Country Club           | Vancouver                                 | Mark Calcavecchia                         | 275                                       | –5                                        |                                           |
| 2006 | Hamilton Golf & Country Club              | Ancaster                                  | Jim Furyk                                 | 266                                       | –14                                       |                                           |
| 2007 | Angus Glen Golf Club - North Course       | Markham                                   | Jim Furyk                                 | 268                                       | –16                                       |                                           |
| 2008 | Glen Abbey Golf Club                      | Oakville                                  | Chez Reavie                               | 267                                       | –17                                       |                                           |
| 2009 | Glen Abbey Golf Club                      | Oakville                                  | Nathan Green po                           | 270                                       | –18                                       |                                           |
| 2010 | St. Georges Golf & Country Club           | Toronto                                   | Carl Pettersson                           | 266                                       | –14                                       |                                           |
| 2011 | Shaughnessy Golf & Country Club           | Vancouver                                 | Sean O'Hair po                            | 276                                       | –4                                        |                                           |
| 2012 | Hamilton Golf & Country Club              | Ancaster                                  | Scott Piercy                              | 263                                       | –17                                       |                                           |
| 2013 | Glen Abbey Golf Club                      | Oakville                                  | Brandt Snedeker                           | 272                                       | –16                                       |                                           |
| 2014 | Royal Montreal Golf Club                  | L'Île-Bizard                              | Tim Clark                                 | 263                                       | –17                                       |                                           |

| Toernooirecord |  | po = winnaar na play-off |

## Trivia
- Jim Ferrier (1915-1986) werd geboren als Australiër maar kreeg in 1944 de Amerikaanse nationaliteit.
- Op de Glen Abbey Golf Course maken Andy Bean (1983), Greg Norman (1986) en Leonard Thompson (1981) rondes van 62.
- 1952: John Palmer wint met 263, een record. Het is pas in 2012 geëvenaard door Scott Piercy. Maar Palmer speelde op een par 71-baan 21 onder par en Piercy behaalde 17 onder par op een par 70-baan. Het laagterecord ten opzichte van par is -23, gevestigd door Arnold Palmer in 1955 op een par 72-baan.
- 1956: Doug Sanders is de enige amateur die dit toernooi gewonnen heeft; kort na deze overwinning is hij professional geworden.
- 2004: Singh wint na play-off tegen Mike Weir, en staat aan het einde van het jaar aan de top van de wereldranglijst.
- 2008: Glen Abbey ontvangt het Canadees Open voor de 24ste keer.
- 2009: Mark Calcavecchia maakte negen birdies achter elkaar, dit record is nog niet verbroken (aug. 2012).